# Winthrop, Arkansas
Winthrop är en ort i Little River County i Arkansas. Winthrop grundades officiellt som kommun den 12 maj 1912. Enligt 2010 års folkräkning hade Winthrop 192 invånare.